# Le Dieu de ses pères (nouvelle)
Le Dieu de ses pères (titre original : The God of His Fathers) est une nouvelle américaine de Jack London publiée aux États-Unis en 1901.

## Historique
La nouvelle est publiée initialement dans le McClure's Magazine en mai 1901, avant d'être reprise dans le recueil Le Dieu de ses pères en mai 1901.

## Résumé
Après bien des déboires avec l'Église catholique, Baptiste le Rouge, un sang-mêlé, décide de déclarer la guerre à « ce mauvais dieu qui est le dieu des Blancs ». Hay Stockard, un prospecteur, sera massacré pour n'avoir pas renié le dieu de ses pères.

## Éditions

### Éditions en anglais
- The God of His Fathers, dans le McClure's Magazine, mai 1901.
- The God of His Fathers, dans le recueil The God of his Fathers & Other Stories, New York ,McClure, Phillips & Co., 1901

### Traductions en français
- Le Dieu de ses pères, traduit par Louis Postif, in En pays lointain, recueil, Crès, 1926.
- Le Dieu de ses pères, traduit par François Specq, Gallimard, 2016[2].

## Sources
- « Bibliographie de Jack London », sur jack-london.fr (consulté le 26 février 2024)